# La Comté
La Comté ist eine französische Gemeinde mit 884 Einwohnern (Stand: 1. Januar 2022) im Département Pas-de-Calais in der Region Hauts-de-France; sie gehört zum Arrondissement Béthune (bis 2017: Arrondissement Arras) und zum Kanton Bruay-la-Buissière. Die Einwohner werden Comtois genannt.

## Geographie
Die Gemeinde La Comté liegt im 'Nordosten des Artois und am Westrand des Nordfranzösischen Kohlereviers, etwa 15 Kilometer südsüdwestlich des Stadtzentrums von Béthune am Fluss Lawe. Nachbargemeinden von La Comté sind Beugin im Norden und Nordosten, Rebreuve-Ranchicourt im Osten, Frévillers im Südosten, Magnicourt-en-Comte im Süden, Bajus im Südwesten und Westen, Diéval im Westen und Nordwesten sowie Ourton im Nordwesten.

## Einwohnerentwicklung
| 1962                       | 1968 | 1975 | 1982 | 1990 | 1999 | 2006 | 2013 | 2022 |
| -------------------------- | ---- | ---- | ---- | ---- | ---- | ---- | ---- | ---- |
| 736                        | 735  | 734  | 685  | 755  | 783  | 825  | 858  | 884  |
| Quellen: Cassini und INSEE |      |      |      |      |      |      |      |      |

## Sehenswürdigkeiten
- Kirche Saint-Martin aus dem 16. Jahrhundert
- Gutshof aus dem 18. Jahrhundert, frühere Burganlage

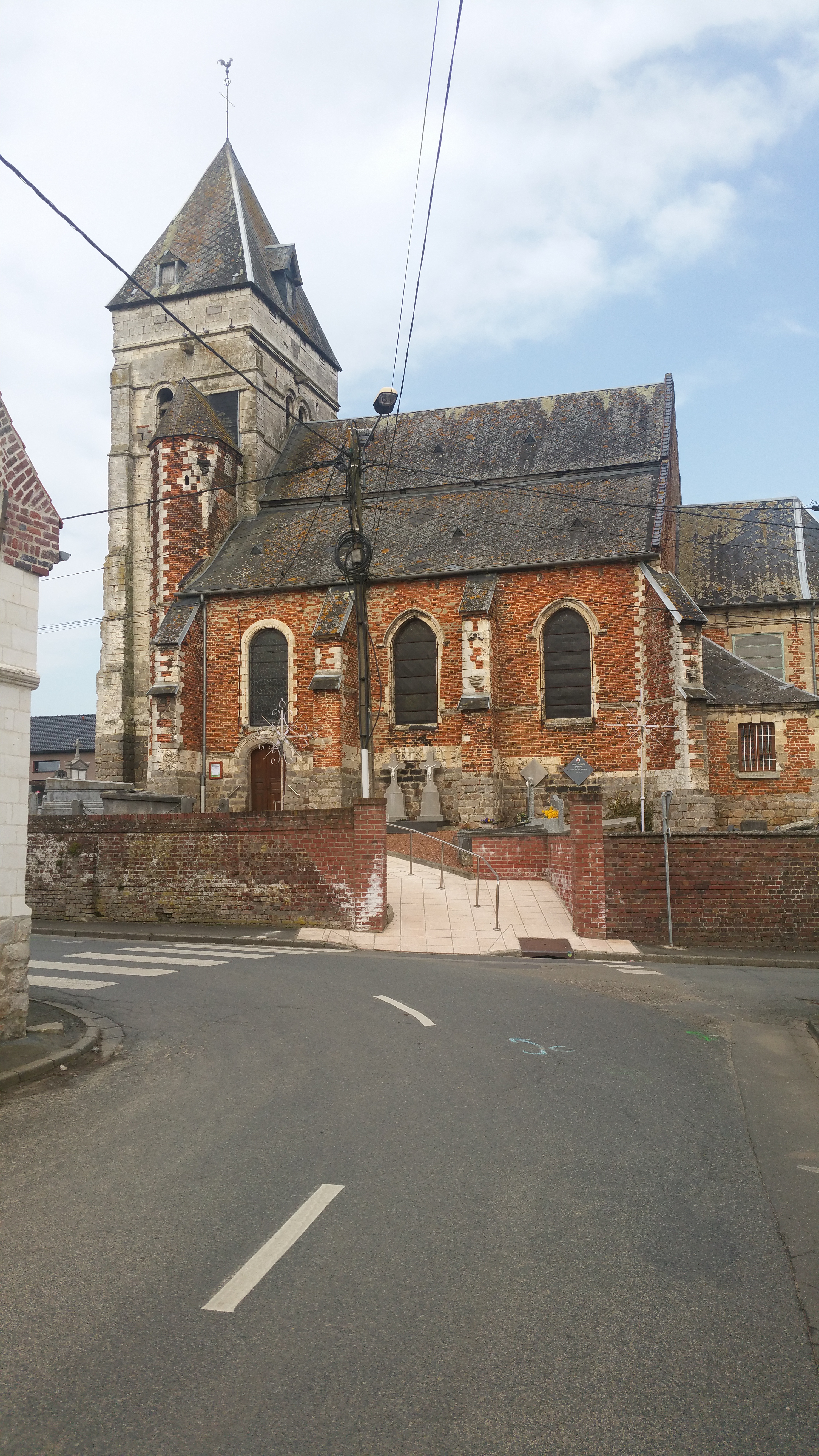
Kirche Saint-Martin
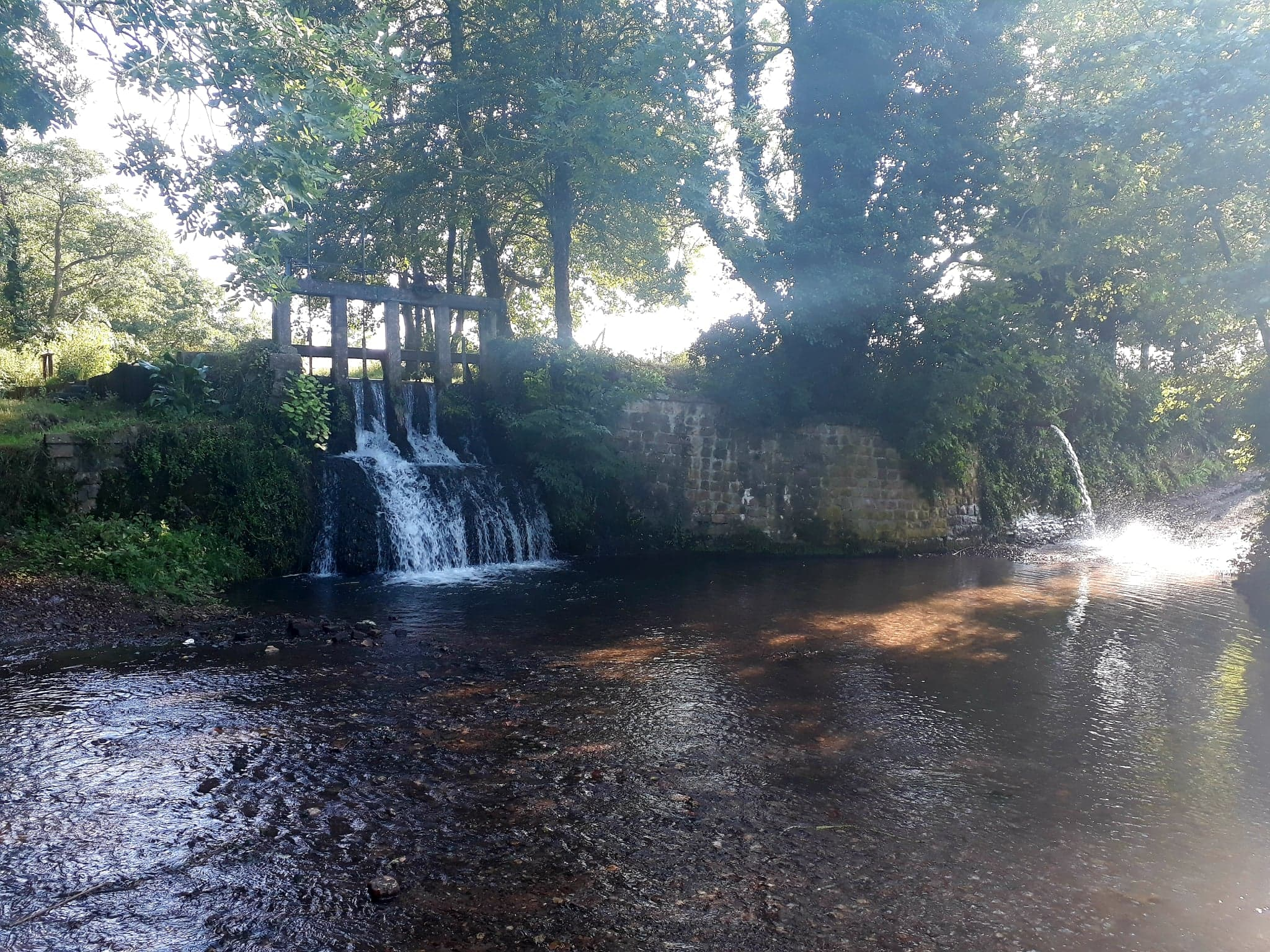
Kleiner Wasserfall an der Lawe
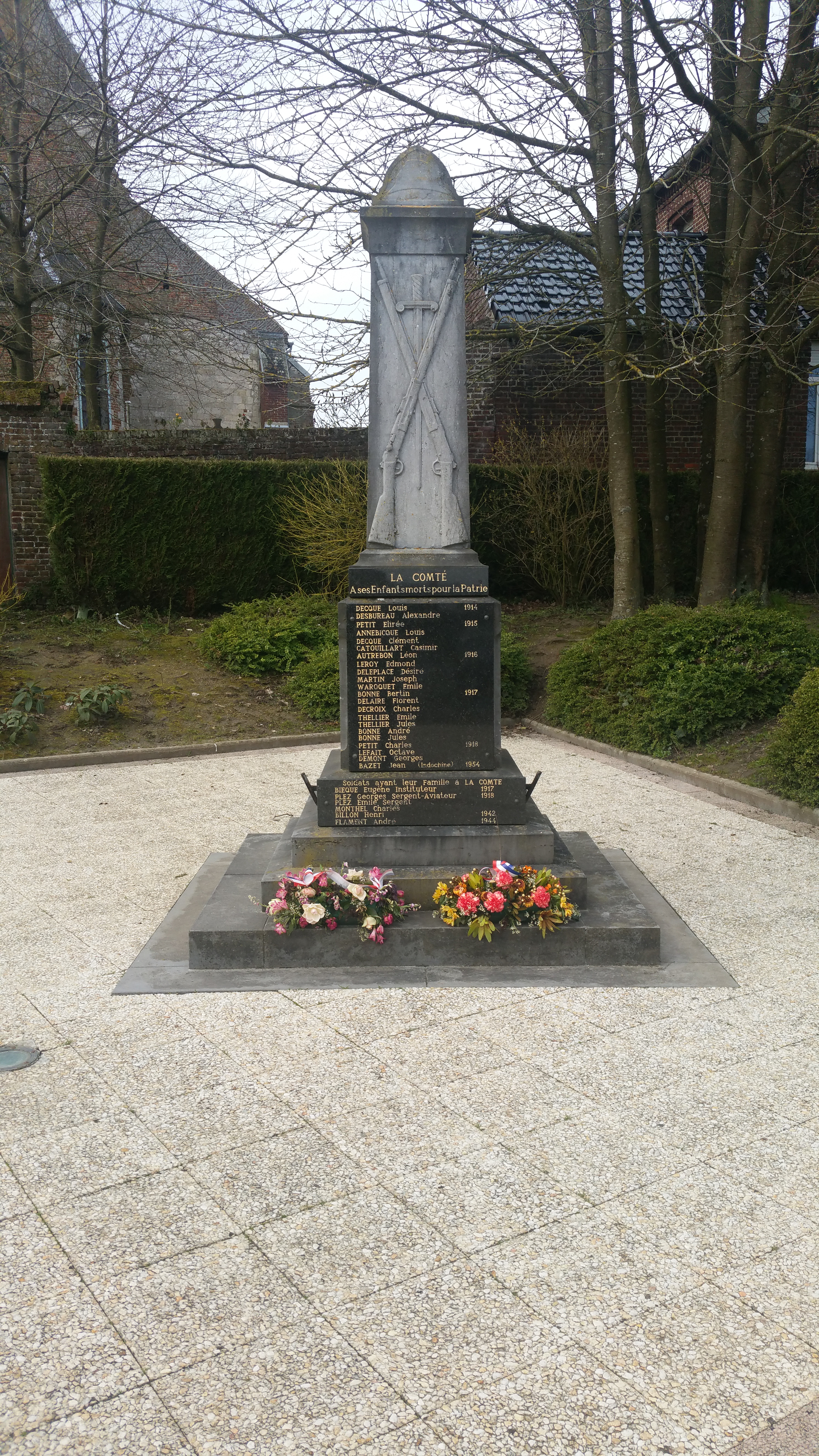
Gefallenendenkmal

## Persönlichkeiten
- Henri Duez (1937–2025), Radrennfahrer